# Mirosław Gancarz
Mirosław Gancarz (ur. 26 grudnia 1962 w Jaworze) – polski aktor kabaretu Potem, muzyk i pedagog, nauczyciel akademicki, organizator życia kulturalnego, działacz społeczny i samorządowy. Członek Rady Polskiej Fundacji Muzycznej.

## Życiorys
Absolwent pedagogiki, wychowania muzycznego i pedagogiki kulturalno-oświatowej w Wyższej Szkole Pedagogicznej w Zielonej Górze oraz studiów podyplomowych na Wydziale Nauk Ekonomicznych Uniwersytetu Warszawskiego.
Przez krótki czas występował w studenckim kabarecie „Paka”, skąd w 1986 roku został zwerbowany przez Adama Pernala do kabaretu Potem. Występował tam do zakończenia działalności kabaretu w czerwcu 1999 roku. Zagrał w dwóch filmach środowiskowej wytwórni A’Yoy: Robin Hood – czwarta strzała (1997, Gisbern) i Dr Jekyll i Mr Hyde według Wytwórni A’Yoy (1999, Dr Jekyll).
Pracował w Wyższej Szkole Pedagogicznej jako kierownik klubu studenckiego Zatem, następnie na stanowisku dyrektora Domu Kultury „Mrowisko”, później w Uniwersytecie Zielonogórskim jako pracownik naukowo-dydaktyczny. W latach 90. członek Rady ds. Kultury przy Prezydencie Miasta Zielona Góra. Pomysłodawca, założyciel i prezes Zielonogórskiego Stowarzyszenia Satyryków. Organizator pięciu edycji Zielonogórskiego Przeglądu Sztuki Kabaretowej (1992-1996). Członek Stowarzyszenia Artystów Wykonawców Utworów Muzycznych i Słowno-Muzycznych SAWP. Założyciel Artystycznego Biura Impresaryjnego „ABI”, a później Agencji Koncertowej „Firma”, w ramach której zajmował się impresariatem kabaretu „Potem” i innych zielonogórskich zespołów artystycznych. Producent teledysków (m.in. Raz, Dwa, Trzy i Renaty Przemyk) oraz audycji telewizyjnych dla TVP2. W latach 1999–2007 pracownik naukowy Instytutu Pedagogiki Społecznej UZ i szef Klubu Uniwersyteckiego „Kotłownia” w Zielonej Górze. Organizator zielonogórskiej edycji „Sceny Kabaretowej Trójki” oraz wielu koncertów jazzowych z udziałem wykonawców z Europy i USA. Współpracował z regionalną rozgłośnią Polskiego Radia „Radio Zachód”. Od 2009 roku zajmował się marketingiem terytorialnym, brandingiem i promocją regionu lubuskiego w Departamencie Rozwoju Regionalnego Urzędu Marszałkowskiego Województwa Lubuskiego. Był członkiem zespołu zajmującego się budowaniem Strategii Marki Lubuskie. Od czerwca 2011 roku zajmował się promocją połączeń lotniczych w Departamencie Infrastruktury i Komunikacji Urzędu Marszałkowskiego Województwa Lubuskiego. W 2011 roku został wiceprzewodniczącym Rady Programowej TVP Gorzów Wlkp. W grudniu 2013 roku został zaproszony do grona Rady Polskiej Fundacji Muzycznej, której przewodniczy Kuba Sienkiewicz. Jest członkiem honorowym Stowarzyszenia Ochrony Przyrody „Smogorniak” oraz członkiem Zielonogórskiego Towarzystwa Śpiewaczego „Cantores”. W latach 2015–2017 pełnił funkcję Zastępcy Dyrektora Wojewódzkiej i Miejskiej Biblioteki Publicznej im. C. Norwida w Zielonej Górze. Od 2019 roku jest współprowadzącym program "Kabaret za kulisami" na antenie TVP Rozrywka.